# Chamaesaracha rzedowskiana
Chamaesaracha rzedowskiana är en potatisväxtart som beskrevs av A.T. Hunziker. Chamaesaracha rzedowskiana ingår i släktet Chamaesaracha och familjen potatisväxter. Inga underarter finns listade i Catalogue of Life.